# لويس هنبين
لويس هنبين Louis Hennepin (ولد 12 مايو 1626 - توفي حوالي عام 1705) هو راهب فرانسيسكاني. ولد في هولندا الإسبانية (بلجيكا حالياً).
تبرز أهميته على خلفية نشاطاته الاستكشافية في كندا عام 1675 ومنطقة البحيرات العظمى عام 1679.
لفت آنبان انتباه العالم إلى شلالات نياجارا وشلالات سانت أنتوني.
وقد سميت العديد من الأماكن باسمه، خصوصا ً في الولايات المتحدة الأمريكية في ولايات مينيسوتا ونيويورك وميتشيجان وإلينوي.

## كتبه
- (Description de la Louisiane (Paris, 1683
- (Nouvelle découverte d'un très grand pays situé dans l'Amérique entre le Nouveau-Mexique et la mer glaciale (Utrecht, 1697 أو «اكتشافٌ جديد لبلاد كبيرة جداً واقعة في أمريكا». وقد ادعى في هذا الكتاب أنه استكشف نهر الميسيسيبي.
- (Nouveau voyage d'un pays plus grand que l'Europe (Utrecht, 1698.

## روابط خارجية
- لويس هنبين على موقع الموسوعة البريطانية (الإنجليزية)